# Marianne de Cocteau
La Marianne de Cocteau est un timbre français d’usage courant. L'effigie a été dessinée par Jean Cocteau et gravée par Albert Decaris. 

## Description
La Marianne de Cocteau déconcerte les critiques par un visage moins réaliste que les allégories précédentes de la République, et par le fond composé de drapeaux français. Ce timbre de petite taille en taille-douce est une prouesse technique pour l’imprimerie des timbres-poste, même si le positionnement des couleurs varie beaucoup d’un exemplaire à l’autre.
Ce timbre de 20 centimes sert pendant deux périodes :
- du 23 février 1961 au 18 janvier 1965,  pour affranchir les cartes postales,
- d’août 1966 au 28 juillet 1967, grâce à une nouvelle augmentation des tarifs, il affranchit les imprimés. Les timbres utilisés alors sont issus d’un retirage, légèrement différent des tirages de 1961 à 1964.

## Reprises
La Marianne de Cocteau a été reprise dans un format plus grand et un fond de couleur plus uni pour le bloc-feuillet émis pour Philexfrance 82.
Elle a été aussi reprise dans les années 2010 sur un fond noir au prix de 0,63 €.
Dans le premier numéro de l'émission Télé-Philatélie, Cocteau emprunta le rouge à lèvres de la présentatrice Jacqueline Caurat pour esquisser sur une vitre le profil de sa Marianne,.